# Miracle Goodnight
Miracle Goodnight is een nummer van de Britse muzikant David Bowie en het achtste nummer van zijn album Black Tie White Noise uit 1993. In oktober 1993 werd het nummer uitgebracht als de derde single van het album.
Waar de vorige twee singles van het album "Jump They Say" en "Black Tie White Noise", gingen over onderwerpen als de mentale gezondheid en juridische onrechtvaardigheid, had "Miracle Goodnight" een ander belangrijk onderwerp van het album, namelijk Bowie's liefde voor zijn nieuwe vrouw Iman Abdulmajid. Hij noemde het gehele album "een trouwgeschenk" voor Iman.
De videoclip van het nummer werd geregisseerd door Matthew Rolston en bevatte Bowie die tussen een harem van mooie vrouwen onaangeroerd bleef terwijl hij het nummer zong richting de camera. Ook waren er scènes te zien waarin hij in een kostuum van een nar met spiegels speelde, zich verkleedde als een mimespeler en zelfs kortstondig terugkeerde naar zijn periode als The Thin White Duke uit 1976.

## Tracklijst
- "Miracle Goodnight" geschreven door Bowie, "Looking for Lester" geschreven door Bowie en Nile Rodgers.

7"-versie
1. "Miracle Goodnight" - 4:14
2. "Looking for Lester" - 5:36

12"-versie
1. "Miracle Goodnight (Blunted 2)" - 8:12
2. "Miracle Goodnight (Make Believe Mix)" - 4:14
3. "Miracle Goodnight (2 Chord Philly Mix)" - 6:22
4. "Miracle Goodnight (Dance Dub)" - 7:50

Cd-versie
1. "Miracle Goodnight" - 4:14
2. "Miracle Goodnight (2 Chord Philly Mix)" - 6:22
3. "Miracle Goodnight (Masereti Blunted Dub)" - 7:40
4. "Looking for Lester" - 5:36

Digitale download
1. "Miracle Goodnight" - 4:15
2. "Miracle Goodnight (2 Chord Philly Mix)" - 6:25
3. "Miracle Goodnight (Masereti Blunted Dub)" - 7:43
4. "Miracle Goodnight (Make Believe Mix)" - 4:30

## Muzikanten
- David Bowie: zang, saxofoon op "Looking for Lester"
- Nile Rodgers: gitaar
- Barry Campbell: basgitaar
- Sterling Campbell: drums
- Richard Hilton: keyboard
- Lester Bowie: trompet
- Mike Garson: piano op "Looking for Lester"